# 단독행위
단독행위란 의사표시의 양태에 따라 법률행위를 분류한 것으로 행위자 1인의 의사표시로 성립하는 법률행위를 말한다. 크게 상대방이 있는 단독행위와 상대방이 없는 단독행위로 나뉜다.

## 상대방이 있는 단독행위
- 동의, 채무면제, 상계, 추인, 해제, 해지, 철회, 취소, 제한물권의포기, 이사의 사임[1]

## 상대방이 없는 단독 행위
- 유언, 유증, 재단법인의 설립행위, 권리의 포기

## 같이 보기
- 계약
- 합동행위 (사단법인 설립)